# Лехучени
Лехуче́ни — залізничний пасажирський зупинний пункт Івано-Франківської дирекції Львівської залізниці.
Розташований у селі Зелений Гай, Новоселицький район, Чернівецької області на лінії Чернівці-Північна — Ларга між станціями Садгора (23 км) та Новоселиця (6 км).
На платформі зупиняються приміські електропоїзди.